# Toorak
Toorak är en förort till Melbourne i den australiska delstaten Victoria. Den är en stadsdel i City of Stonnington som ingår i Melbournes storstadsområde. Enligt 2011 års folkräkning hade Toorak 12 871 invånare. Politikern Malcolm Fraser som var Australiens premiärminister 1975–1983 föddes år 1930 i Toorak.